# Cis clavicorne
Cis clavicorne là một loài bọ cánh cứng trong họ Ciidae. Loài này được Baudi miêu tả khoa học năm 1873.